# Mitologia dels nurags

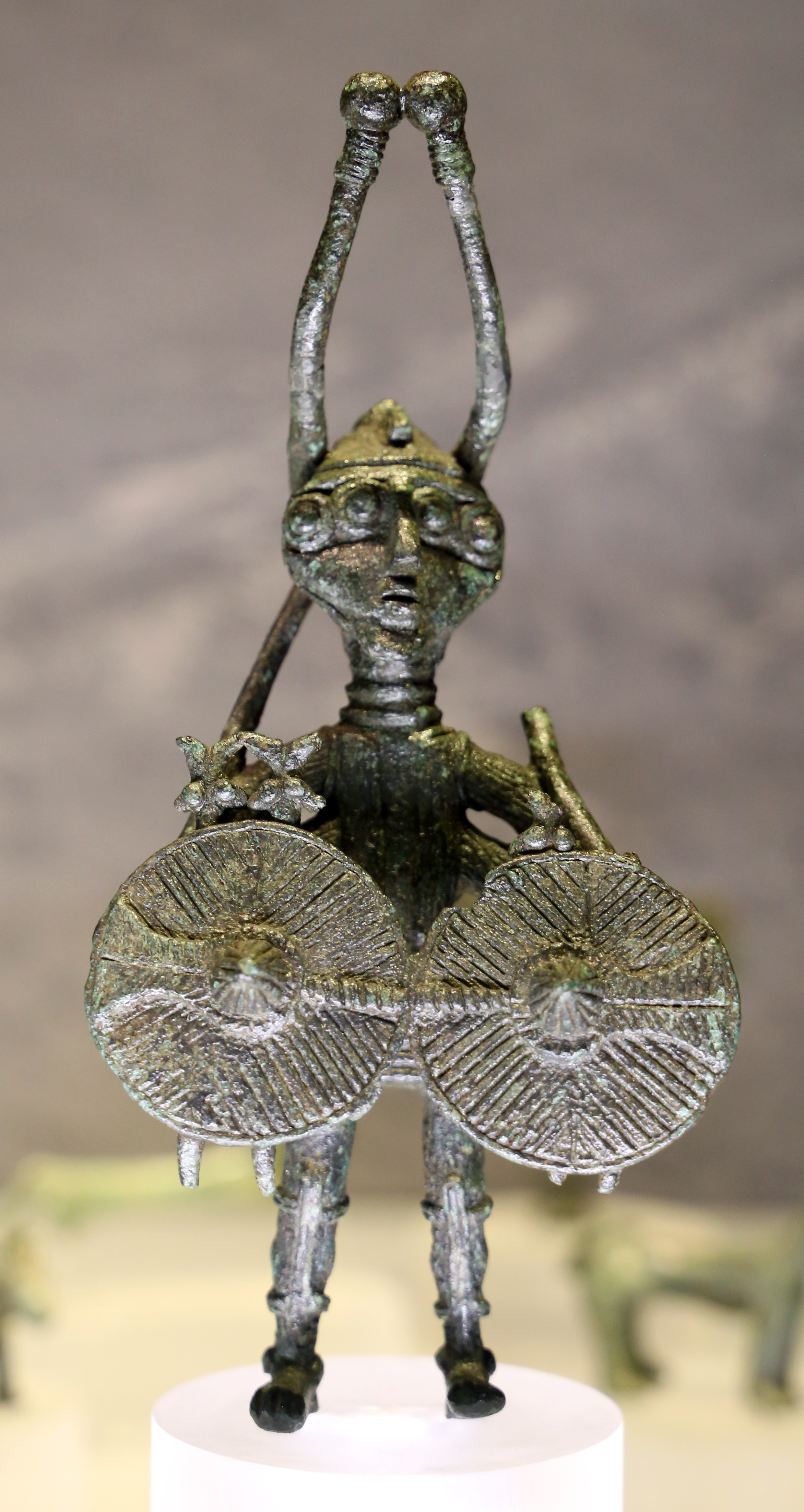
Estàtua de bronze d'un guerrer amb quatre ulls i quatre braços.

La mitologia dels nurags són tots aquells mites o creences religioses que tenien els habitants de la civilització nurag de l'illa de Sardenya, entre el segle xviii aC fins a l'any 238 aC, quan els romans varen colonitzar l'illa.

## Religió
Les representacions d'animals, com el bou, pertanyen més probablement a les civilitzacions d'abans dels nurag, però, van mantenir la seva importància entre aquests, i van ser freqüentment representats en vaixells i gots de bronze o utilitzats en rituals religiosos. S'han trobat petites escultures de bronze que representen figures d'éssers meitat home i meitat brau, així com personatges amb quatre braços i ulls i cérvols de dos caps que probablement tenien un significat mitològic i religiós. Un altre animal sagrat que va ser representat amb freqüència és el colom.
Un element clau de la religió dels nurag va ser el de la fertilitat, connectat al poder masculí del Brau-Sol i al femení de l'Aigua-Lluna. Segons alguns estudis, existia una Deessa-Mare de tipus mediterrani i un Déu-Pare (babai). Un paper important va ser el d'herois mitològics com Norax, Sardus, Lolaos i Aristeus, caps militars considerats també com a divinitats.
Les excavacions han demostrat que les persones nurag, en determinats períodes de l'any, es reunien en llocs sagrats comuns, que generalment es caracteritzaven per la presència d'un pou sagrat i graons o grades per seure-hi. En algunes àrees sagrades, com ara Gremanu (Fonni), Serra Orrios (Dorgali) i S'Arcu 'i Is Folres (Villagrande Strisaili), hi havia temples rectangulars, amb una sala santa central que albergava, possiblement, un foc sagrat. Les deïtats adorades són encara desconegudes, però potser estaven relacionades amb l'aigua, o entitats astronòmiques (Sol, Lluna, solsticis).
Algunes estructures podrien tenir un paper de tipus federal sard, com el santuari de Santa Vittoria prop de Serri (un dels santuaris més grans de la cultura nurag, que abasta més de 20 hectàrees), inclosos edificis religiosos i civils: aquí, segons l'historiador italià Giovanni Lilliu, els principals clans de l'illa central van celebrar les seves assemblees per signar aliances, decidir guerres o estipular acords comercials. Espais per al comerç també van estar presents. Es coneixen almenys vint d'aquestes estructures polivalents, incloses les de Santa Cristina a Paulilatino i Siligo; algunes han estat reutilitzades com a temples cristians (com ara les cumbessias de Sant Salvatore in Sinis a Cabres). Algunes piscines i banyeres rituals es van construir als santuaris, com ara la piscina de Nuraghe Nurdole, que va funcionar a través d'un sistema de canals.

## Pous sagrats dels nurag

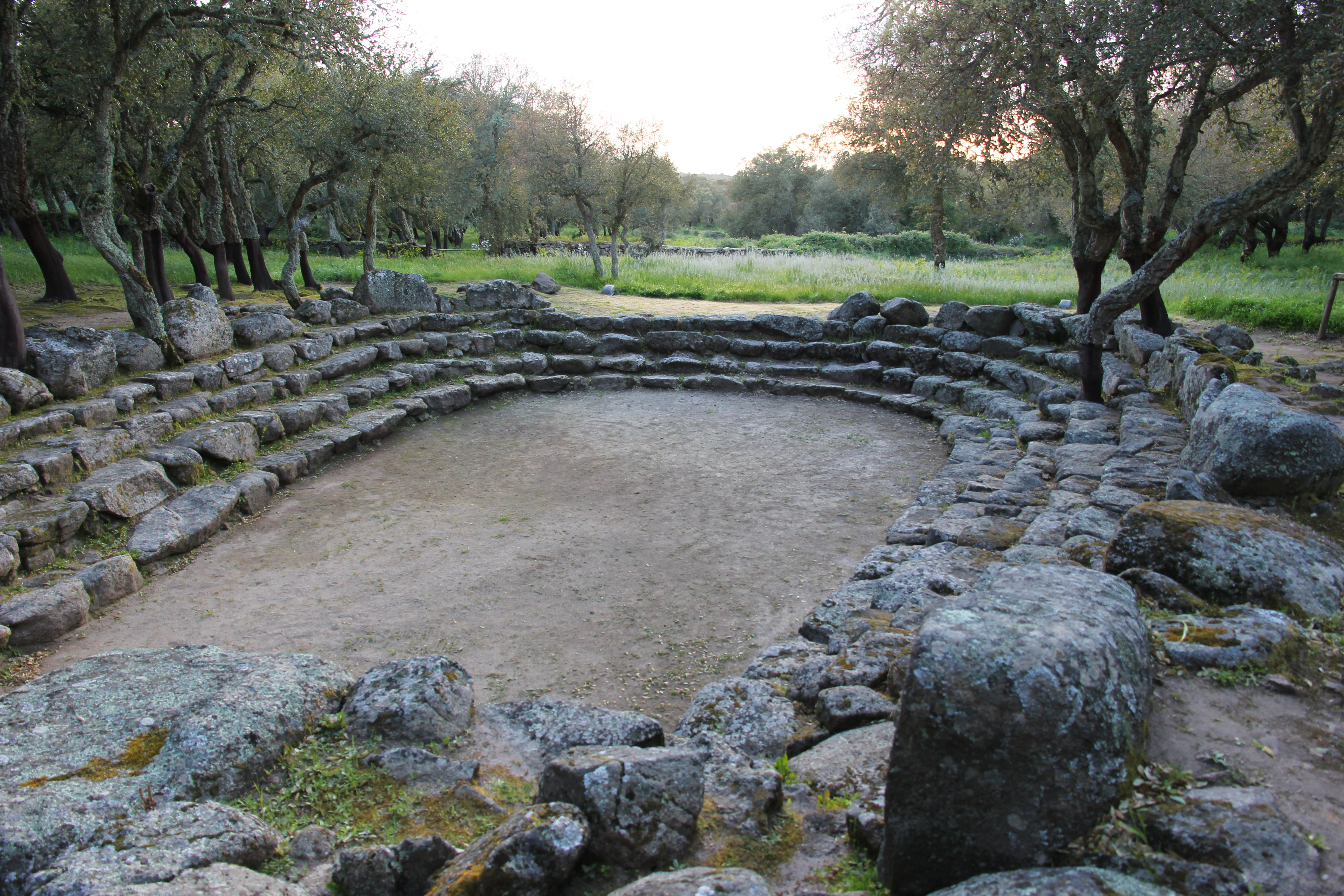
Piscina sagrada de Su Romanzesu (Sardenya).

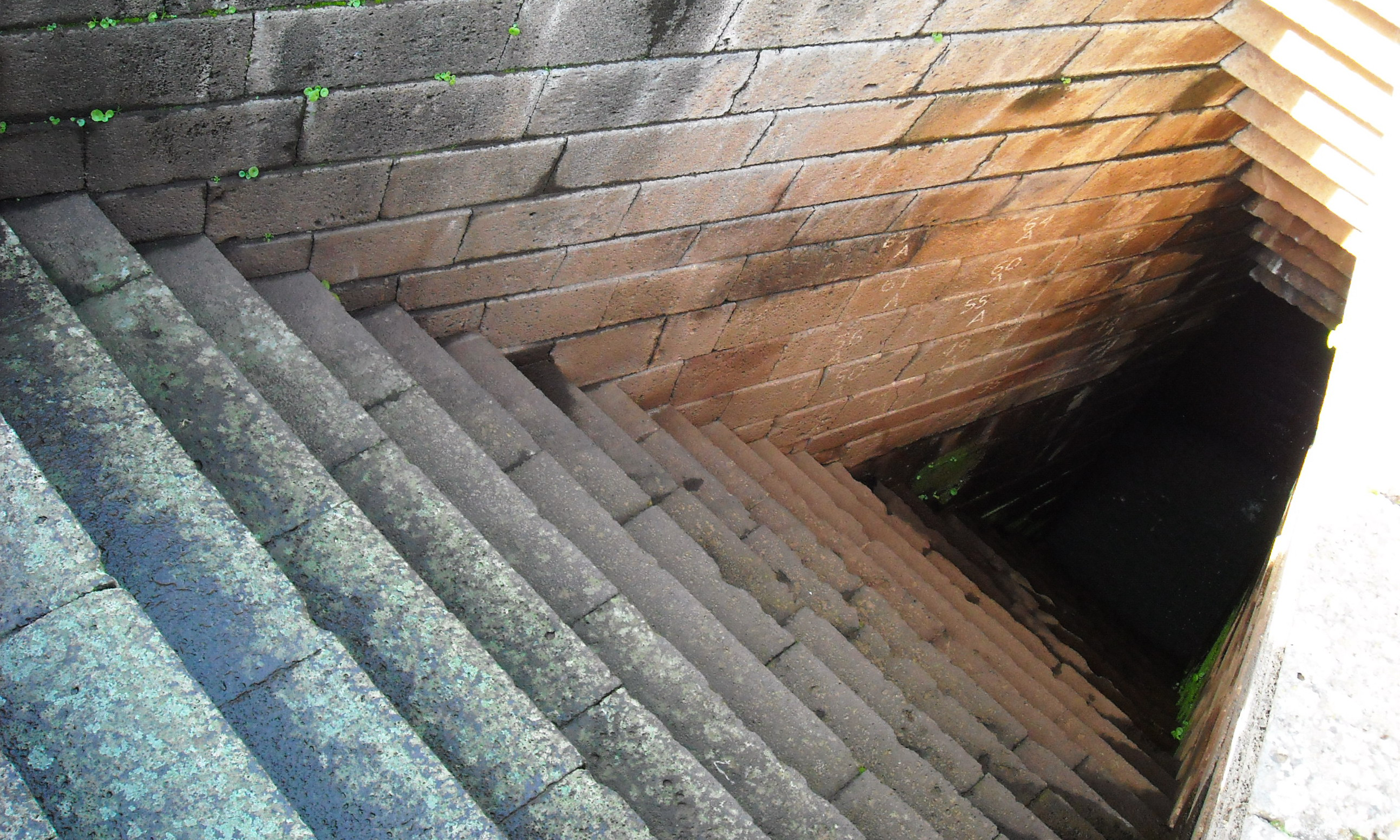
Pou sagrat a Santa Cristina, Paulilatino.

Els pous sagrats eren estructures dedicades al culte de les aigües. Encara que inicialment datats dels segles VIII-VI abans de crist, per les seves avançades tècniques de construcció, probablement daten de l'Edat de Bronze anterior, quan Sardenya tenia fortes relacions amb els regnes micènics de Grècia i Creta, al voltant del segle XIV-XIII aC. L'arquitectura dels pous sagrats dels nurag consisteix en una part principal en forma de sala circular amb una volta de tolos amb un forat a la cúspide. Una escala monumental connectava l'entrada a aquesta sala subterrània (hipogeu), la funció principal era recol·lectar l'aigua de la deu sagrada. Els murs exteriors tenien bancs de pedra on els fidels col·locaven ofrenes i objectes religiosos. En alguns llocs també tenien altars de sacrifici. Alguns erudits pensen que podrien estar dedicats a Sardus, una de les principals divinitats nuràgiques. Un pou sagrat similar als de Sardenya s'ha trobat a l'oest de Bulgària, prop del poble de Garlo.

## Temples de Megaron

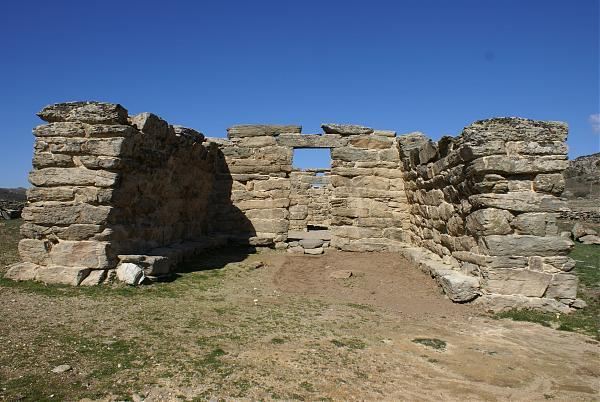
Temple de Domu de orgia.

Ubicats en diverses parts de l'illa i dedicats al culte de les aigües sanes, aquests edificis únics són una manifestació arquitectònica que reflecteix la vitalitat cultural dels pobles nuràgics i la seva interacció amb les civilitzacions mediterrànies de l'època. De fet, molts erudits veuen en aquests edificis influències estrangeres de l'Egeu. Tenen una forma rectilínia amb les parets laterals que s'estenen cap a fora. Algunes, com la de Malchittu a Arzachena, presenten absis, mentre que altres com el temple de Sa Carcaredda a Villagrande Strisaili culminen amb una sala circular. Estan envoltats de recintes sagrats anomenats tèmenos. De vegades, es troben diversos temples en el mateix lloc, com en el cas de l'enorme santuari de S'Arcu i sos forros, on es van excavar molts temples de Megaron amb una planta complexa. El més gran i més ben conservat de Sardenya és l'anomenat Domu de Orgia a Esterzili.

## Tombes dels gegants

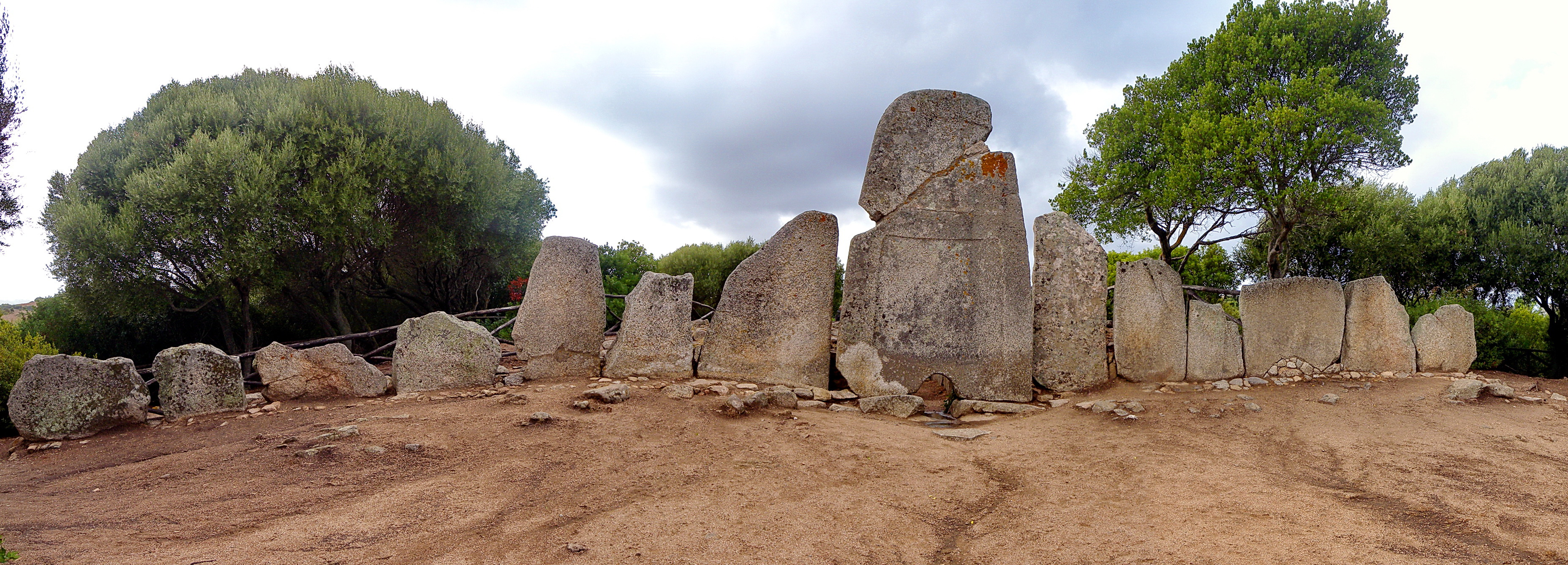
Tomba dels gegants a Arzachena.

Les tombes dels gegants són monuments fúnebres constituïts de sepultures col·lectives que pertanyen a la cultura dels nurags que es troba a Sardenya. Com els nurags, aquestes construccions megalítiques particulars no troben cap equivalència a Europa continental. Van ser construïdes amb una forma rectangular particular amb absis, construït amb grans planxes de pedra plantades al terra.
Els membres de la tribu, del clan o del poble retien homenatge als morts de la comunitat sense distinció de rang ni de privilegis, i sense aportar ofrenes de valor. Les tombes només eren ossaris en els quals es dipositaven les restes del difunt una vegada que només quedaven els esquelets. Probablement els cossos havien estat objecte de sacrificis, perquè es van trobar restes d'aquest mètode als ossos i van ser enterrats quan es va aconseguir un cert volum.
Els cultes lligats a les tombes dels gegants es comparen amb les del « déu toro » i a la « Deessa mare » i segons algunes hipòtesis, la forma de la construcció recorda un cap boví o una partera. La mort es relacionava amb el naixement segons el principi de renaixement. Amb el pas del temps, les tombes i les necròpolis van esdevenir cada cop més grans. La tradició popular sarda els ha definit a domu 'e s'orcu, és a dir, Casa dell'orco ("casa de l'ogre"). La gran quantitat d'ossos trobats a l'interior dels edificis feien pensar en les restes de banquets d'un gegant. El nom posteriorment es va italianitzar.